# Чёрное озеро (Ульяновск)
Чёрное озеро — водоём старичного типа, экологический парк, памятник природы. Располагается в пределах высокой поймы левого берега реки Свияги в Засвияжском районе города Ульяновска.

## Описание
Площадь озера — 6,8 га, открытое водное зеркало — 1,8 га, максимальная глубина — 2,42 м. Озеро имеет смешанное поверхностно-подземное питание и связано со Свиягой тремя вытекающими протоками. Летом уровень воды стоит выше уреза реки Свияги примерно на 1 м. За год водная масса озера заменяется целиком почти 25 раз. Вода жёсткая (минерализация 0,895 г/л), слабощелочная (рН-7,5), по минерально-солевому составу гидрокарбонатно-кальциево-сульфатно-натриевая.

## Экологический парк
В 1993 году на базе Чёрного озера с прилегающим участком речной долины и акваторией реки Свияги с островами (общая площадь 123,4 га) был создан экологический парк. На территории парка отмечено 420 видов сосудистых растений, что составляет более 40 % современной флоры города Ульяновска и его окрестностей. Из редких и исчезающих растений здесь произрастают орхидеи — венерин башмачок обыкновенный, дремлик широколистный, тайник яйцевидный, пальчатокоренник Фукса, из грушанковых — грушанка круглолистная. Из животных здесь отмечены более 1500 видов беспозвоночных, 20 видов рыб, 7 видов земноводных, 1 вид пресмыкающихся, более 120 видов птиц, 11 видов млекопитающих.

## Панорама

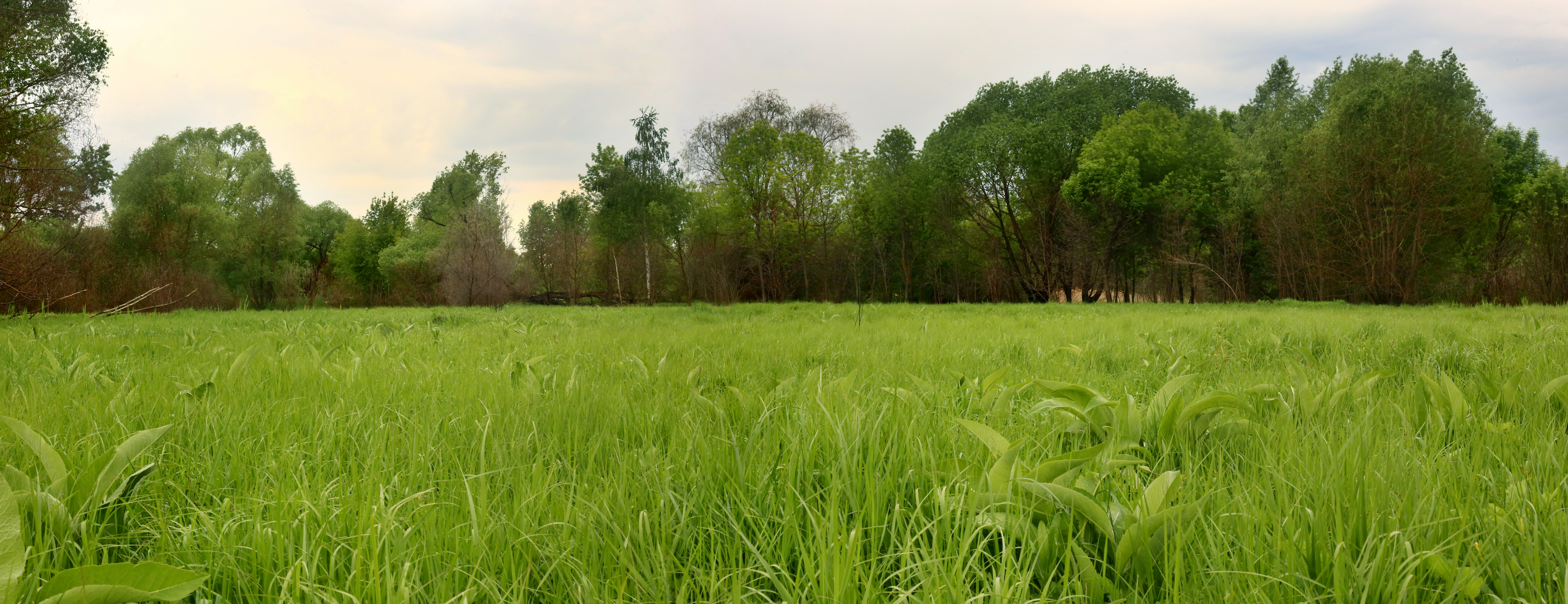
Флора Черное озеро.

Камышовое поле, Чёрное озеро, город Ульяновск.